# Robur Tiboni Volley Urbino
Maillots
Le Robur Tiboni Volley est un ancien club italien de volley-ball féminin basé à Urbino, qui a existé de 1904 à 2015.

## Historique

### Sponsoring
- Colavene Urbino
- Urbino Per La Pace
- Sea Urbino
- Sea Grossi Lam Urbino
- De Mitri Urbino
- Chateau d'Ax Urbino Volley

## Palmarès
- Coupe de la CEV[3]
  - Vainqueur : 2011.

## Joueurs et personnalités du club

### Entraîneurs
- 1996-2000 :  Lorenzo Micelli
- 2003-2004 :  Mauro Fresa
- 2004-2007 :  Daniele Capriotti
- 2006-2007 :  Bruno Napolitano
- 2007-2009 :  Andrea Pistola
- 2009-2012 :  François Salvagni
- 2012-2013 :  Donato Radogna
- 2013-2015 :  Stefano Micoli